# 嚴梓維
嚴梓維（1997年—），生於香港，香港足球運動員，司職前鋒

## 早年生活
嚴梓維生於香港，小時候因為長得比較高，而被教練安排擔任守門員，後來他又試過轉踢防守中場，但是一直都比較喜愛進攻和射門的嚴梓維，直到加入東方青年軍後才有機會轉型前鋒。

## 球員生涯
到2016/17球季，嚴梓維在一場預備組賽事嚴重受傷，以致脛骨折斷，足足休息了四個月，直到傷癒後就有機會升到一隊跟操，和出外集訓實現職業足球員目標，而隨住菁英盃改制規定每隊每場必須派出最少兩名U22球員上陣，使東方龍獅特別擢升5名連同嚴梓維在內的適齡球員，加盟球會實現職業足球員目標，而他於2017年12月16日對理文的菁英盃分組賽，於81分鐘後備入替茹子楠，迎來職業球員生涯的處子戰，最終東方以0–0賽和對手，確定分組賽出局。

## 外部連結
- 香港足球總會網頁球員註冊資料（页面存档备份，存于）